# Селенат серебра
Селенат серебра — неорганическое соединение,
соль серебра и селеновой кислоты 
с формулой Ag2SeO4,
кристаллы,
не растворяется в воде.

## Получение
- Обменная реакция растворов селената магния и нитрата серебра [1]:

{\displaystyle {\mathsf {MgSeO_{4}+2AgNO_{3}\ {\xrightarrow {}}\ Ag_{2}SeO_{4}\downarrow +Mg(NO_{3})_{2}}}}

## Физические свойства
Селенат серебра образует кристаллы
ромбической сингонии, пространственная группа F ddd, параметры ячейки a = 0,6063 нм, b = 1,2815 нм, c = 1,0211 нм, Z = 8,
структура типа сульфата натрия.
Не растворяется в воде, р ПР = 7,25.